# بیچر فالز، ورمانت
بیچر فالز (به انگلیسی: Beecher Falls) یک منطقهٔ مسکونی در ایالات متحده آمریکا است که در نیوهمپشایر واقع شده‌است. بیچر فالز ۱۷۷ نفر جمعیت دارد و ۳۲۴٫۹۲ متر بالاتر از سطح دریا واقع شده‌است.